# Simopteryx
Simopteryx là một chi bướm đêm thuộc họ Geometridae.